# Smoke (Better Call Saul)
"Smoke" é o primeiro episódio da quarta temporada da série de televisão norte-americana de drama Better Call Saul, derivada de Breaking Bad, e o trigésimo primeiro da série em geral. Foi dirigido por Minkie Spiro e teve o seu roteiro escrito por Peter Gould, o co-criador e produtor executivo da série. A transmissão original estadunidense do episódio ocorreu na noite de 6 de agosto de 2018 através da rede de televisão AMC. Fora dos Estados Unidos, o episódio estreou no serviço de streaming da Netflix em vários países.

## Enredo

### Abertura
Em um flashforward após as cenas introdutórias de "Mabel", 'Gene' passa mal na loja de Cinnabon em Omaha, Nebraska, e é levado para o hospital. Os médicos afirmam que Gene não sofreu um ataque cardíaco e dão alta nele. Gene fica nervoso quando a recepcionista do hospital aparenta ter problemas para verificar sua carteira de motorista e seus números do Seguro Social, mas ela descobre o erro e os processa corretamente. Durante sua viagem de táxi para casa, Gene fica desconfortável quando percebe que o motorista está fazendo bastante contato visual com ele e vê um purificador de ar do Albuquerque Isotopes pendurado no espelho retrovisor. Gene decide sair do táxi antes de chegar a sua casa e rapidamente se afasta do táxi, dobra a esquina e desaparece da vista do motorista.

### História principal
Jimmy (Bob Odernkirk) e Kim (Rhea Seehorn) recebem uma ligação de Howard (Patrick Fabian) e descobrem sobre o incêndio na casa de Chuck (Michael McKean). Eles chegam no momento em que a van do médico legista sai com o corpo de Chuck. Jimmy diz a Kim que Chuck parecia bem cinco dias antes e não mostrava sinais de sua hipersensitividade eletromagnética. Jimmy percebe que todos os eletrodomésticos de Chuck estavam empilhados do lado de fora antes de o fogo começar, indicando que Chuck havia tido uma recaída. Apesar dos esforços de Kim, Jimmy cai em uma depressão profunda, que é exacerbada quando Howard lê em voz alta um rascunho do obituário de Chuck, repleto de suas inúmeras realizações.
Mike (Jonathan Banks) recebe seu primeiro pagamento da Madrigal Electromotive por seu papel como "consultor de segurança" contratado, que Gus (Giancarlo Esposito) providenciou para lavar o dinheiro que Mike roubou dos Salamancas. Embora deva ser uma transação em papel, Mike decide aceitar o papel e facilmente obtém acesso a um escritório e armazém da Madrigal durante uma jornada de trabalho. Depois de inspecionar a instalação, ele confronta o gerente, identifica várias deficiências de segurança e insiste que o gerente informe Lydia (Laura Fraser) que ele passou por lá.
Gus e Nacho (Michael Mando) observam Hector (Mark Margolis) ser levado ao hospital após sofrer um derrame devido a troca de medicamentos cardíacos por ibuprofeno feita por Nacho. Seguindo o conselho que Mike deu-lhe anteriormente, Nacho troca o medicamento novamente para que as verdadeiras cápsulas de nitroglicerina sejam encontradas com Hector e, em seguida, tenta se livrar das falsificações. Gus interrompe Nacho e informa que eles precisam se encontrar com Juan Bolsa (Javier Grajeda). Bolsa informa Gus e Nacho que, com Hector hospitalizado, o cartel quer que Nacho e Arturo (Vincent Fuentes) se encarreguem das operações de drogas de Salamanca e continuem os negócios normalmente. Não revelando sua sabotagem nas entregas de drogas dos Salamancas vindas do México, Gus adverte Juan Bolsa que continuar usando os Salamancas poderia chamar a atenção da DEA, que anteriormente deteve um dos caminhões de Hector. Após a reunião, Nacho para em uma ponte e descarta as cápsulas do medicamento falso sem perceber que Victor (Jeremiah Bitsui) estava observando-o.
Howard ajuda a organizar o funeral de Chuck, ao qual muitos ex-associados do trabalho de Chuck comparecem. Após a cerimônia fúnebre, Howard se aproxima de Jimmy e Kim e assume a culpa pela morte de Chuck, sugerindo que aquilo aconteceu por ele ter pressionado Chuck a sair da HHM por causa do aumento da taxa de seguro da empresa. Howard não sabe que Jimmy causou o aumento da taxa e Jimmy omite esse fato permitindo que Howard assuma a culpa. Kim fica visivelmente chateada, mas Jimmy recupera imediatamente sua compostura de boa sorte.

## Produção
Nas tomadas de cenas em preto e branco no início do episódio, Saul está em seu local de trabalho em uma loja de Cinnabon em Nebraska. Apesar desta cena ser ambientada em Omaha, ela foi filmada no Shopping Cottonwood em Albuquerque.

## Recepção

### Crítica
"Smoke" foi aclamado pela crítica especializada. Segundo os dados agregados no Rotten Tomatoes, o episódio obteve uma classificação perfeita de 100%, com uma pontuação média de 8.76 de 10 baseada em 13 avaliações. O consenso crítico do site diz: "'Smoke' inicia a quarta temporada de Better Call Saul finalmente transformando a perturbadora transição de Jimmy para Saul em velocidade máxima". Matt Fowler, do IGN, escreveu uma análise do episódio. Atribuindo-lhe nota 8.3 de 10, ele escreveu: "É um capítulo pesado e reflexivo que se baseia prontamente no silêncio para criar suspense e tristeza".

### Audiência
"Smoke" foi visto por 1.77 milhões de telespectadores nos Estados Unidos em sua data de transmissão original, indicando uma queda de público em comparação com o final da terceira temporada, que foi assistido por 1.85 milhões de telespectadores estadunidenses.